# Presqu'île de Dakhla
La presqu’île de Dakhla est une presqu'île située sur la côte atlantique du Sahara occidental et sur laquelle est établie la ville de Dakhla.